# Matthias Behr
Matthias Behr (Tauberbischofsheim, 1º aprile 1955) è un ex schermidore tedesco, vincitore di una medaglia d'oro e di tre d'argento nella scherma ai giochi olimpici.

## Carriera
Ai campionati mondiali di Roma del 1982 fu protagonista, suo malgrado, del tragico episodio che costò la vita allo schermidore sovietico Vladimir Smirnov, colpito al volto dalla lama dell'avversario penetrata, dopo essersi rotta, nelle maglie della sua maschera protettiva.

## Palmarès
- Oro

Montréal 1976: fioretto a squadre
- Argento

Los Angeles 1984: fioretto individuale
Los Angeles 1984: fioretto a squadre
Seul 1988: fioretto a squadre